# 9253 Oberth
A 9253 Oberth (ideiglenes jelöléssel 1171 T-1) a Naprendszer kisbolygóövében található aszteroida. Cornelis Johannes van Houten, Ingrid van Houten-Groeneveld és Tom Gehrels fedezte fel 1971. március 25-én.